# محمد مرادی (کشتی‌گیر)
محمد مرادی کشتی‌گیر حرفه ای فرنگی است. وی در جریان رقابت‌های روز پایانی کشتی فرنگی نوجوانان آسیا در بیشکک قرقیزستان، در ۷۱ کیلوگرم به فینال راه یافت و در دیدار فینال برابر امیرشاه وهاب اف از ازبکستان به میدان رفت و در پایان با نتیجه ۲ بر ۲ پیروز شد و به مدال طلای آسیا رسید.
مقام او قهرمان آسیا است و چند مدال و مقام ملی دیگر هم دارد.